# Lovejoy
För andra betydelser, se Lovejoy (olika betydelser).
Lovejoy är en brittisk dramakomediserie från 1986–1994, baserad på böckerna om Lovejoy av John Grant. I Sverige sändes serien på SVT, med premiär den 24 maj 1991.

## Handling
Serien handlar om antikhandlaren Lovejoy som bor och verkar på den engelska landsbygden och som har ett flexibelt sätt att se på rätt och fel. 
Lovejoy har otrolig känsla för att hitta riktiga fynd och genomskåda förfalskningar, men har själv inga skrupler när det gäller att tjäna goda pengar på att sälja förfalskningarna vidare eller att tillverka egna. 
Lovejoy är också en mästare på att hamna i olika knepiga härvor, sina egna eller andras, som han sedan försöker nysta upp. Till sin hjälp har han springpojken Eric och en man med äkta patina, Tinker.  

## Rollista i urval
- Lovejoy - Ian McShane
- Eric Catchpole - Chris Jury
- Tinker Dill - Dudley Sutton
- Lady Jane Felsham - Phyllis Logan
- Charlie Gimbert - Malcolm Tierney
- Beth Taylor - Diane Parish (säsong 5-6)
- Charlotte Cavendish - Caroline Langrishe (säsong 5-6)

## DVD
Serien finns utgiven på DVD.